# Vrniva se na najino obalo
»Vrniva se na najino obalo« je skladba Helene Blagne in Naceta Junkarja iz leta 1989. Avtor glasbe in besedila je Oto Pestner. 

## MMS 1989
Skladba se je prvič predstavila na Melodijah morja in sonca '89, z nastopom v portoroškem Avditoriju. Skladba je tudi zmagala, odločali so glasovi občinstva in žirij poslušalcev slovenskih radijskih postaj.

## Snemanje
Producent je bil Oto Pestner, snemanje pa je potekalo v studiu Tivoli. Skladba je izšla na kompilaciji Melodije morja in sonca  – Portorož '89 in leto kasneje na albumu Vrniva se najino obalo, oboje pri ZKP RTV Ljubljana.

## Zasedba

### Produkcija
- Oto Pestner – glasba, besedilo, aranžma, producent

### Studijska izvedba
- Helena Blagne – vokal
- Nace Junkar – vokal